# Itani Jun’ichirō
|  | Dieser Artikel wurde aufgrund von formalen oder inhaltlichen Mängeln in der Qualitätssicherung Biologie zur Verbesserung eingetragen. Dies geschieht, um die Qualität der Biologie-Artikel auf ein akzeptables Niveau zu bringen. Bitte hilf mit, diesen Artikel zu verbessern! Artikel, die nicht signifikant verbessert werden, können gegebenenfalls gelöscht werden. Lies dazu auch die näheren Informationen in den Mindestanforderungen an Biologie-Artikel. |

Itani Jun’ichirō (jap. 伊谷 純一郎; * 1926; † 19. August 2001) war ein japanischer Anthropologe, Verhaltensforscher und gemeinsam mit Imanishi Kinji der Begründer der speziell japanisch geprägten Primatologie. Itani gründete gemeinsam mit Imanishi das international bekannte Primate Research Institute. Itani lehrte als Anthropologe an der Universität Kyoto.

## Veröffentlichungen
- Duane Quiatt und Junichiro Itani (Hrsg.): Hominid culture in primate perspective. 1994
- Jane Goodall, Junichiro Itani, William C. McGrew und Linda F. Marchant: Great Ape Societies. Cambridge University Press, 1996

| Personendaten    | Personendaten                                   |
| ---------------- | ----------------------------------------------- |
| NAME             | Itani, Jun’ichirō                               |
| ALTERNATIVNAMEN  | 伊谷 純一郎 (japanisch)                         |
| KURZBESCHREIBUNG | japanischer Anthropologe und Verhaltensforscher |
| GEBURTSDATUM     | 1926                                            |
| STERBEDATUM      | 19. August 2001                                 |